# 诺纳尔
诺纳尔（法語：Nonards，法語發音：[nɔnaʁ]）是法国科雷兹省的一个市镇，属于布里夫拉盖亚尔德区。

## 地理
诺纳尔（45°1'17"N, 1°48'27"E）面积11.1 平方千米，位于法国新阿基坦大区科雷兹省，该省份为法国中南部省份，北起上维埃纳省和克勒兹省，西接多爾多涅省，南至洛特省，东临多姆山省和康塔爾省。
与诺纳尔接壤的市镇（或旧市镇、城区）包括：舍纳耶-马谢、屈尔蒙特、皮达尔纳克、锡奥尼亚克、蒂代伊、多尔多涅河畔博略。

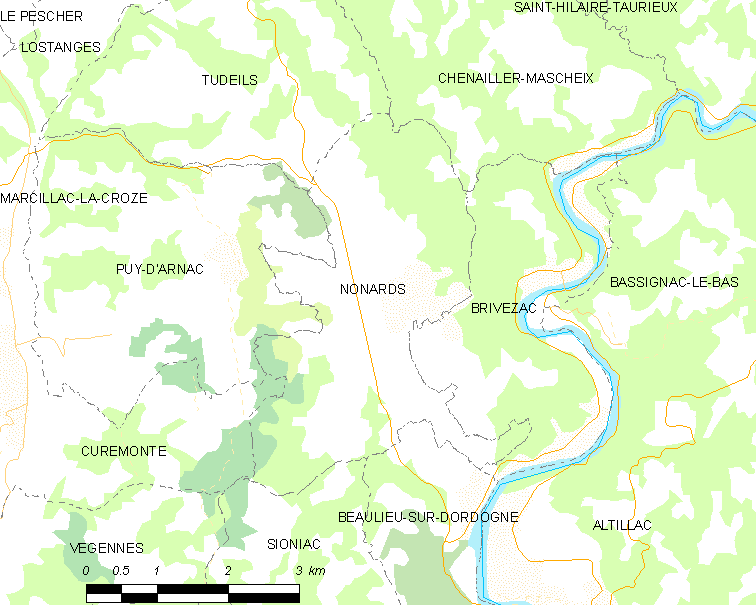
诺纳尔的OSM定位图

诺纳尔的时区为UTC+01:00、UTC+02:00（夏令时）。

## 行政
诺纳尔的邮政编码为19120，INSEE市镇编码为19152。

## 政治
诺纳尔所属的省级选区为科雷兹南部县。

## 人口

1962-2008年间诺纳尔人口变化图示

诺纳尔于2022年1月1日时的人口数量为478人。